# Новоконстантиновка (Альшеєвський район)
Новоконстанти́новка (рос. Новоконстантинвока, башк. Яңы Константиновка) — село у складі Альшеєвського району Башкортостану, Росія. Входить до складу Зеленоклинівської сільської ради.
Населення — 99 осіб (2010; 118 в 2002).
Національний склад:
- росіяни — 38 %
- башкири — 36 %

## Відомі особистості
В поселенні народився:
- Овчаров Степан Семенович (1909—1943) — радянський вояк.